# Unterschüpf
Unterschüpf es un barrio de Boxberg en  Meno-Tauber (Alemania).

## Ubicación
Unterschüpf se encuentra a 215 metros de altitud. NHN en la desembocadura del arroyo Schüpf, de ahí su nombre.

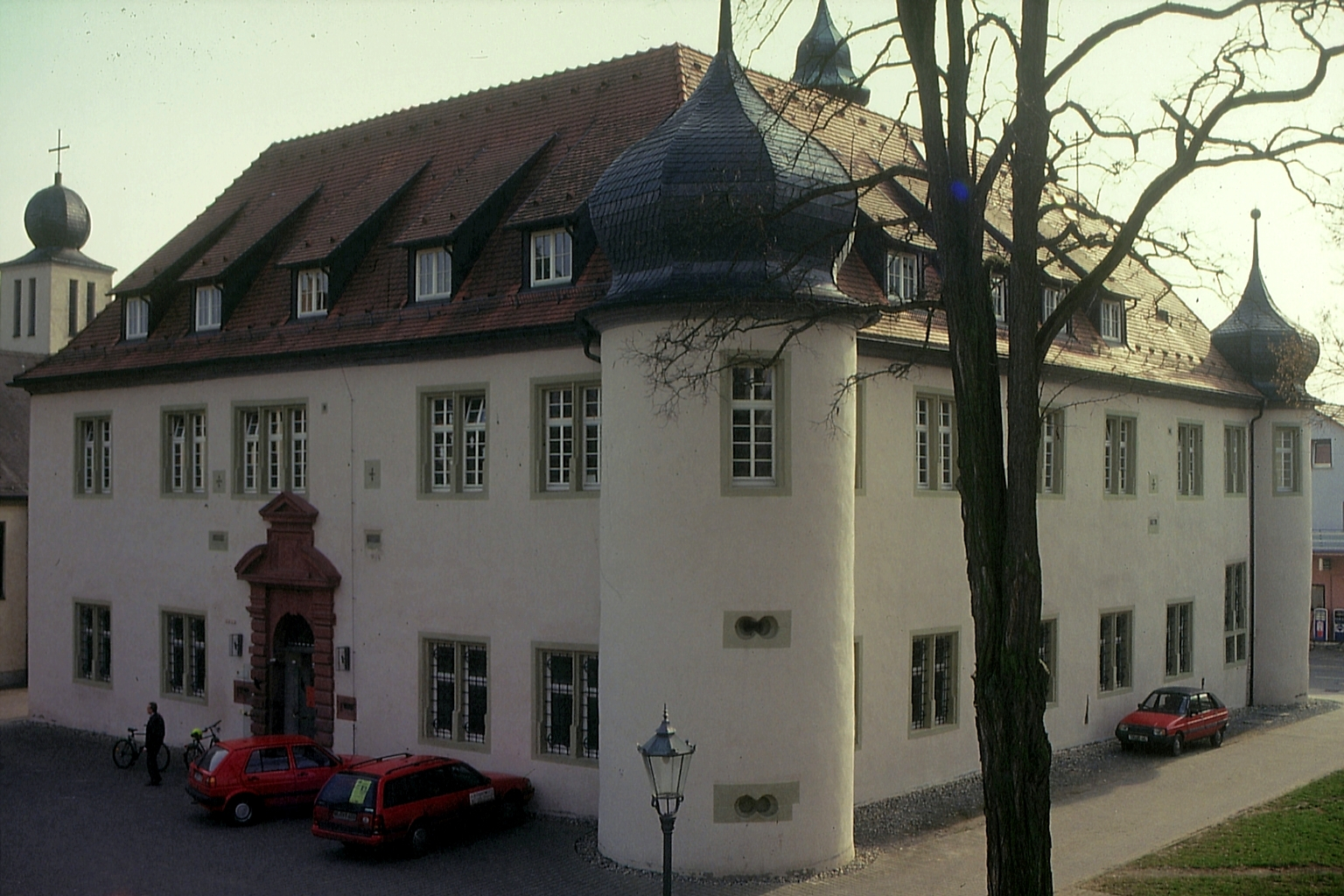
Castillo

## Historia
El 1 de julio de 1971, Unterschüpf seincorporó como barrio a la ciudad de Boxberg.

## Población
- 1961: 777 habitantes
- 1970: 723 habitantes
- 2011: 811 habitantes
- 2013: 835 habitantes[2]